# Stephanoecidae
Famille
Les Stephanoecidae sont une famille de Choanozoaires de l’ordre des Acanthoecida (classe des Choanoflagellatea).

## Étymologie
Le nom de la famille vient du genre type Stephanoeca, dérivé du grec στέφω / stépho, « couronne », et  ‑oekein, « habitat », littéralement « habitat en forme de couronne ».

## Liste des genres
Selon IRMNG (1er avril 2025) :
- Acanthocorbis S. Hara & E. Takahashi, 1984
- Apheloecion Thomsen, 1983
- Conioeca Thomsen & Østergaard, 2019
- Coronoeca Thomsen, Hara & Østergaard, 2021
- Diaphanoeca Ellis, 1930
- Pseudomicrosportella Scagel & Stein, 1961 accepté comme Acanthocorbis S. Hara & E. Takahashi, 1984

Selon The Taxonomicon (1er avril 2025) :
- Acanthocorbis Hara & Takahashi, 1984
- Amoenoscopa Hara & Takahashi, 1987 [monotype]
- Apheloecion Thomsen, 1983
- Bicosta Leadbeater, 1978
- Calliacantha Leadbeater, 1978
- Calotheca Thomsen & Moestrup, 1983 [monotype]
- Campanoeca Throndsen, 1974
- Campyloacantha Hara & Takahashi, 1987
- Conion Thomsen, 1982 [monotype]
- Cosmoeca Thomsen, 1984
- Crinolina Thomsen, 1976
- Crucispina Espeland, 1986
- Diaphanoeca Ellis, 1930
- Didymoeca Doweld, 2003
- Kakoeca Buck & Marchant, 1990 [monotype]
- Monocosta Thomsen, 1979 [monotype]
- Nannoeca H.A. Thomsen, 1988 [monotype]
- Parvicorbicula Deflandre, 1960
- Platypleura Thomsen, 1983, nom. illeg.
- Pleurasiga Schiller, 1925
- Polyfibula Manton & Bremer, 1981
- Saepicula Leadbeater, 1980
- Saroeca Thomsen, 1979
- Spinoeca Thomsen, Ostergaard & Hansen, 1995
- Spiraloecion Marchant & Perrin, 1986 [monotype]
- Stephanacantha Thomsen, 1983
- Stephanoeca Ellis, 1930 : genre type
  - Espèce type : Stephanoeca diplocostata W.N. Ellis, 1930
- Syndetophyllum Thomsen & Moestrup, 1983 [monotype]

## Systématique
Le nom valide de ce taxon est Stephanoecidae Leadbeater, 2011.
Barry S. C. Leadbeater (d) a défini cette famille en 2011 dans une publication coécrite avec Frank Nitsche (d), Martin Carr (d) et Hartmut Arndt (d)

## Publication originale
- (en) Frank Nitsche, Martin Carr, Hartmut Arndt et Barry S.C. Leadbeater, « Higher level taxonomy and molecular phylogenetics of the Choanoflagellatea », Journal of Eukaryotic Microbiology, États-Unis, vol. 58, no 5,‎ 2011, p. 452-462 (ISSN 1066-5234, e-ISSN 1550-7408, DOI 10.1111/j.1550-7408.2011.00572.x, lire en ligne, consulté le 1er avril 2025).